# Калулу
Ндугу М'Галі або Калулу (1865 — 28 березня 1877) — слуга і названий син Генрі Мортона Стенлі. За своє коротке життя він встиг відвідати Європу, Америку і Сейшели. Йому присвятили книгу і скульптуру в Музеї мадам Тюссо. Був присутнім на похоронах Давида Лівінгстона.

## Життєпис

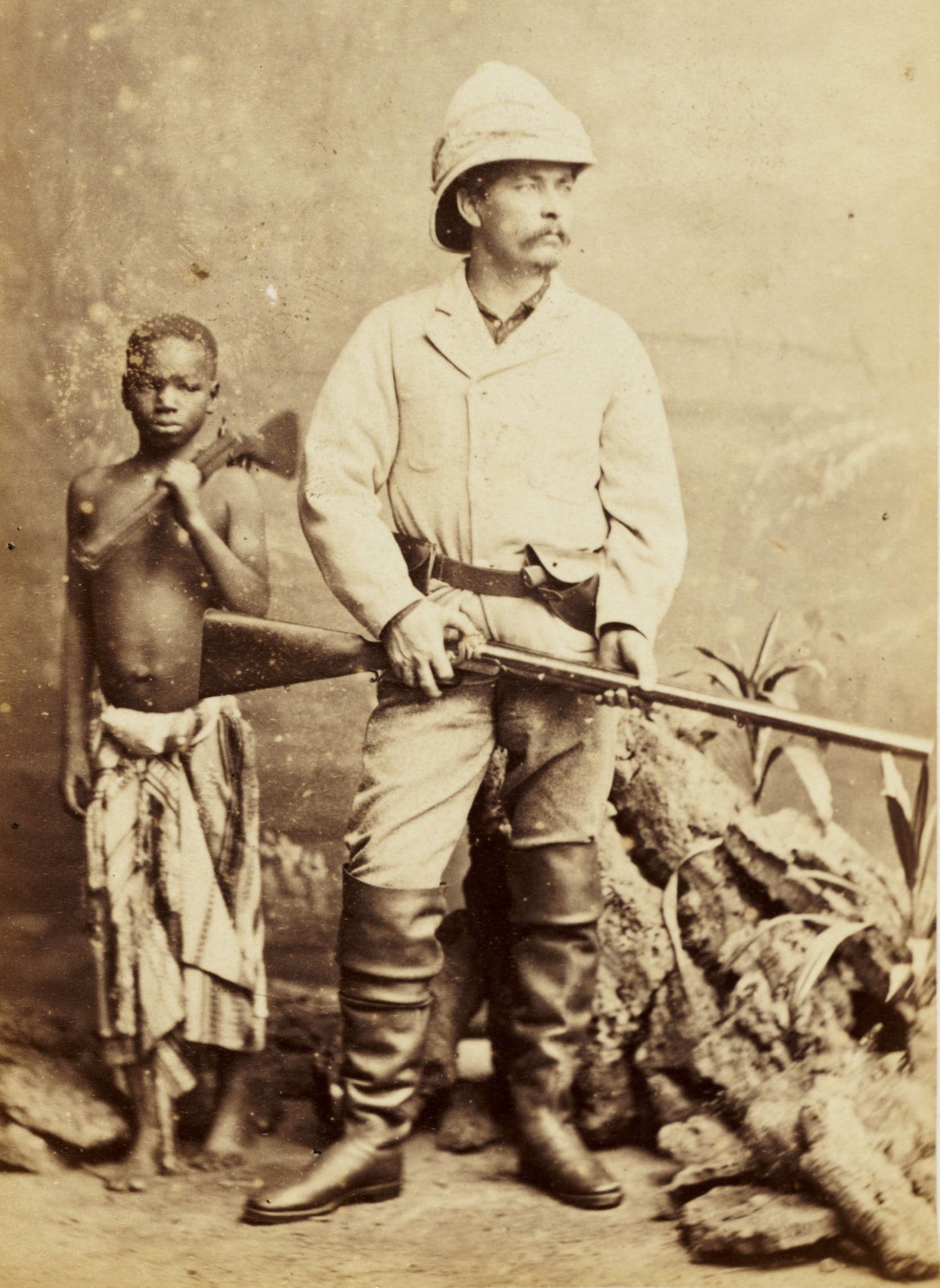
Фотографія Калулу і Стенлі

М'Галі народився в Африці. Вперше зустрівся з Генрі Мортоном Стенлі в Таборі (Танзанія), де М'Галі найняли як провідника. Хоча М'Галі не був рабом, Стенлі дав йому ім'я Калулу, що означає «дитинча антилопи». Після розставання з Лівінгстоном 1872 року Стенлі разом з Калулу повернувся до Англії. Калулу супроводжував Стенлі в поїздках Європою та Америкою, де Мортон читав лекції. 1873 року Стенлі написав і опублікував книгу My Kalulu, Prince, King and slave.

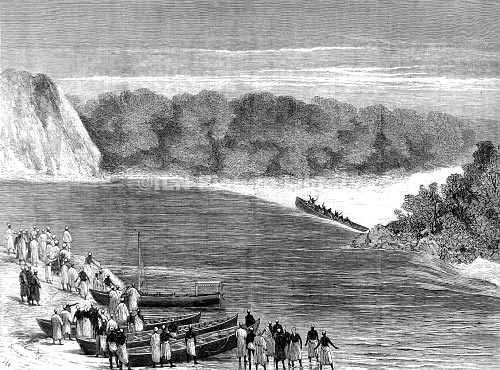
Гравюра «Смерть Калулу»

Пізніше Стенлі повернувся до Африки в ході місії, підтримуваної Daily Telegraph і New York Herald, де його завданням стало дослідження центральних регіонів Африки та складання доповідей про дії работорговців.
М'Галі загинув на річці Луалаба, коли його човен проходив через водоспад. Стенлі засмутила ця подія і він перейменував «водоспад Лівінгстона» на «водоспад Калулу».